# Halomonhystera glaciei
Halomonhystera glaciei is een rondwormensoort uit de familie van de Monhysteridae. De wetenschappelijke naam van de soort is voor het eerst geldig gepubliceerd in 1999 door Blome & Riemann.